# Igor Nikolovski
Igor Saša Nikolovski (Macedonisch: Игор Николовски) (Suren, 16 juli 1973) is een in Frankrijk geboren voormalig Macedonisch voetballer. Nikolovski was een verdediger.

## Spelerscarrière
Nikolovski begon zijn carrière in eigen land bij Rabotnicki Skopje en FK Vardar Skopje. In 1996 trok hij naar Antwerp FC, waar hij twee seizoenen speelde. In 1998 koos hij voor een verhuis naar Turkije, waar hij voor Sakaryaspor en Trabzonspor ging spelen. In 2001 haalde Lierse hem terug naar België. Nikolovski speelde er vier seizoenen, aanvankelijk als vervanger van de naar Standard Luik vertrokken libero en Lierse-icoon Eric Van Meir. Hij speelde er centraal in de verdediging samen met onder anderen Jonas De Roeck en Laurent Fassotte. In 2005 kreeg hij geen contractverlenging bij Lierse, omdat de clubleiding vond dat hij te vaak geblesseerd was en zijn looneisen te hoog lagen. Nikolovski probeerde nadien nog om een contract te versieren bij La Louvière, maar dat lukte niet. Nikolovski zette dan maar een punt achter zijn carrière. Nikolovski speelde 43 interlands voor Macedonië, waarin hij twee keer scoorde.

## Zaak-Ye
Nikolovski raakte tijdens zijn periode bij Lierse betrokken in de Zaak-Ye, een van de grootste omkoopschandalen in de geschiedenis van het Belgisch voetbal. De Brusselse correctionele rechtbank oordeelde dat Nikolovski samen met ploegmaats Laurent Delorge, Laurent Fassotte, Yves Van Der Straeten, Marius Mitu, Cliff Mardulier, Hasan Kacic en Ninoslav Milenković geldsommen zou hebben aanvaard, met de bedoeling om met opzet wedstrijden te verliezen. De spelers zouden nadien toch hun best hebben gedaan om de betrokken wedstrijden te winnen, maar daar hield de rechtbank geen rekening mee. Hierdoor werd Nikolovski schuldig verklaard aan passieve corruptie.